# Przewodów (osada)
Przewodów (także: Przewodów-Osiedle) – osada w Polsce położona w pobliżu wsi Przewodów w województwie lubelskim, w powiecie hrubieszowskim, w gminie Dołhobyczów. 
W latach 1975–1998 miejscowość administracyjnie należała do województwa zamojskiego.
Wierni Kościoła rzymskokatolickiego należą do parafii św. Brata Alberta w Przewodowie.